# Шамрик Іван
Іван Шамрик (псевдо: «Чуб» (*13 лютого 1926 — †?) — український військовий діяч, заступник провідника надрайону ОУН «Левада» на Підляшші.

## Життєпис
Народився 13 лютого 1926.
Після загибелі провідника надрайону ОУН «Левада» на Підляшші 18 червня 1947 року, став на посаді провідника надрайону. Вийшов з похідною групою УПА на захід та перебував у Регенсбург, Німеччина на 12 листопада 1948 року.